# Model de Coral de Colonització Galàctica

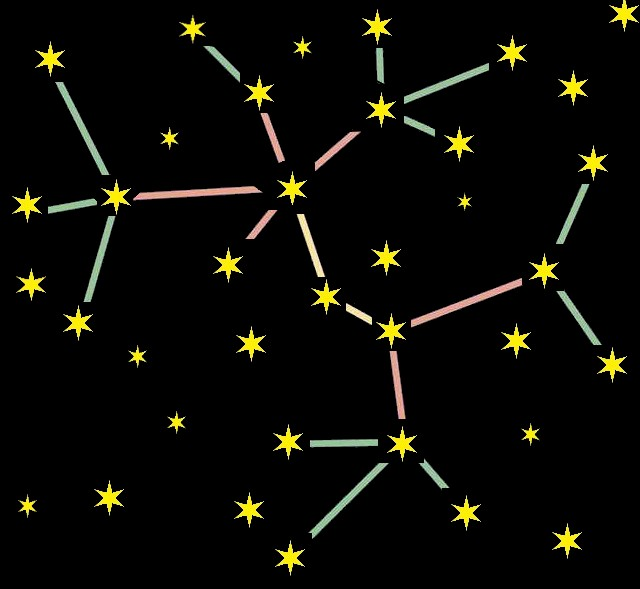
Representació de model coral de colonització galàctica

El model de coral de colonització galàctica (Coral Model of Galactic Colonization en anglès) va ser desenvolupat per Jeffrey O. Bennett i G. Seth Shostak el 2007 en el seu llibre Life in the Universe. El model descriu la distribució de possibles civilitzacions a la galàxia. El resultat s'assembla a la dispersió dels coralls terrestres.
Claudio Maccone va utilitzar el seu model per a perfeccionar el seu model estadístic. I això va portar a un càlcul conclusiu d'uns dos milions d'anys perquè la humanitat s'estengui per tota la galàxia, com a resultat d'un viatge efectuat a l'1% de la velocitat de la llum, i tenint en compte un temps d'apropiació de planetes viables de 1.000 anys (planetes habitables estant separats els uns dels altres en uns 84 anys-llum). Donada la longevitat de l'univers, Maccone conclou que la Paradoxa de Fermi està determinada pel seu model estadístic.